# Hambros Bank
Die Hambros Bank war eine britische Bank mit Hauptsitz in London. Die Bank war besonders im Bereich des internationalen Zahlungsverkehrs und im Investmentbanking aktiv. Sie war auf anglo-skandinavische Geschäfte spezialisiert und finanzierte lange Zeit als alleinige Bank die Geschäfte der Königreiche in Skandinavien; auch im Bereich der Schifffahrtsfinanzierung spielte die Bank eine prominente Rolle. 1998 wurde die Bank an die französische Bankengruppe Société Générale verkauft. Der Name Hambros steht heute für Teile des Privatkundengeschäfts der Société Générale, das nach der Verschmelzung mit der Investmentbank Kleinwort Benson im November 2016 unter dem Namen SG Kleinwort Hambros Bank Ltd firmiert. Weiterhin bestehen von der Bank unabhängige Firmen unter J.O Hambro Capital Management, Rupert Hambro & Partners und EC Hambro Rabben and Partners, die von Mitgliedern der Gründerfamilie Hambro gegründet wurden.

## Geschichte

### Gründung und Aufstieg
Gegründet wurde die Bank 1839 von dem dänischen Kaufmann und Bankier Carl Joachim Hambro (Sohn des Bankiers Joseph Hambro) unter dem Namen C. J. Hambro & Son in London. Im Laufe der 1850er Jahre finanzierte das Unternehmen mehrere Darlehen der Regierung des Vereinigten Königreichs und wuchs infolgedessen stark. Nach dem Ersten Weltkrieg fusionierte die Bank 1921 mit der zu Stockholms Enskilda Bank gehörenden British Bank of Northern Commerce und firmierte ab sofort als Hambros Bank. Das fortschreitende Wachstum des Unternehmens machte den Bau einer neuen Hauptniederlassung in der Bishopsgate nötig, die 1926 bezogen wurde und bis 1988 als Hauptsitz diente. Während der Weltwirtschaftskrise brach das Geschäft im internationalen Zahlungsverkehr weitgehend ein und die Hambros Bank konzentrierte sich auf die Vergabe von Krediten im Vereinigten Königreich sowie auf die Geschäfte in Skandinavien. Während des Zweiten Weltkriegs stellte Charles Jocelyn Hambro, ein Urenkel des Firmengründers, die Finanzierung der norwegischen Exilregierung sicher. Auch stand er der Special Operations Executive vor. Nach dem Zweiten Weltkrieg machte sich die Hambros Bank als „Diamanten-Bank“ einen Namen. Dank der Finanzierung des Diamanthandels stieg das Unternehmen bis Mitte der 1960er Jahre zu einer der führenden Banken in Europa auf. 1967 wurde das Geschäft auf Offshore-Finanzplätze ausgeweitet und Büros auf Jersey und Guernsey wurden eröffnet um Steuervorteile für Kunden zu sichern. In den 1970er Jahren weitete die Bank ihre Geschäfte auf die Bereiche Vermögensverwaltung und Versicherungen aus. Mit einer Niederlassung in Gibraltar, die 1981 eröffnet wurde, schloss die Bank die Expansion im Offshore-Bereich ab.

### Krisen und Ende der Unabhängigkeit
Die Krise der Schifffahrtsindustrie in den 1970er Jahren traf die Bank hart. Wegen der engen Geschäftsverbindung zum Reeder Hilmar Reksten musste sich das Unternehmen über mehr als zwei Jahrzehnte in gerichtlichen Verfahren unter anderem mit den Insolvenzverwaltern des Reeders auseinandersetzen. 1986 wurde die Stiftung der Familie Hambro, die Mehrheitseignerin der Bank war, aufgelöst. Während ein Teil der Familienmitglieder weiterhin für und mit der Bank zusammenarbeitete, wandte sich der andere Teil anderen Geschäften zu. So nahm der Einfluss der Familie innerhalb der Bankengruppe stark ab. Ende der 1990er Jahre hatte die Bank insgesamt 1.400 Mitarbeiter, wovon 900 in der Hauptniederlassung in London beschäftigt waren. Im Februar 1998 empfahl der Aufsichtsrat den Verkauf des Unternehmens an die französische Bankengruppe Société Générale. Die Anteilseigner stimmten dem Verkauf für 300 Millionen Pfund zu. Der Bereich Private Equity wie auch das Investmentgeschäft waren hiervon ausgenommen und wurden später an die südafrikanische Investec Bank veräußert.

## Folgeunternehmen
Verschiedene Unternehmen gehen auf Gründungen oder Investments von Hambros zurück: Das bekannteste solcher Unternehmen ist Getty Images, dessen Gründer Mark Getty und Jonathan Klein zuvor bei Hambros beschäftigt waren. Auch Petropavlovsk PLC, ein börsennotiertes Unternehmen im Bereich des Goldabbaus geht auf die Hambros Finanzgruppe zurück.